# ストリーツ・ア・ロック・オペラ
『ストリーツ・ア・ロック・オペラ』（Streets: A Rock Opera）は、アメリカ合衆国のヘヴィメタル・バンド、サヴァタージが1991年に発表したスタジオ・アルバム。フル・レングスのスタジオ・アルバムとしては6作目に当たり、バンド初のコンセプト・アルバムとして制作された。

## 背景
プロデューサーのポール・オニールが書いた物語に基づいているが、全曲ともオニールが作詞したわけではなく、ジョン・オリヴァも「トゥナイト・ヒー・グラインズ・アゲイン」「アゴニー・アンド・エクスタシー」「イフ・アイ・ゴー・アウェイ」といった曲の歌詞を書いている。主人公のD.T.ジーザスは、かつてドラッグの売人だったロック・スターで、自分の再起を支えてくれたロード・マネージャーのテックスが、以前顔なじみだったドラッグの売人サミーに刺殺されたことから、「なぜ邪悪さや痛みというものがあるのか」と苦悩していく。「ジーザス・セイヴズ」と「キャン・ユー・ヒア・ミー・ナウ」のレコーディング時にはジョニー・リー・ミドルトンとスティーヴ・ワコルズが不在だったため、この2曲ではジョン・オリヴァがドラムス、クリス・オリヴァがベースも兼任した。
当初は2枚組のアルバムとして計画され、曲間にナレーションが収録されていたが、アトランティック・レコードの同意が得られなかったため、「ジーザス・セイヴズ」のイントロ以外のナレーションは削られて、更に「Larry Elbows」もアウトテイクとなった。オリジナルCDは12トラック入りの形で発売されたが、そのうち4トラックは事実上2曲で、再発CDの中には、これらの曲が分割されて16トラック（ボーナス・トラックを除く）になっているものもある。

## 反響・評価
リリース当時は前作『ガター・バレエ』（1989年）ほどの成功を収められず、アメリカでは『ビルボード』のヒートシーカーズで31位を記録するが、総合アルバム・チャートのBillboard 200には入らなかった。また、ドイツでもアルバム・チャート入りを逃す結果となる。
Geoff Orensはオールミュージックにおいて5点満点中4.5点を付け「バンドの実生活の出来事に基づいていないにもかかわらず、彼らは明らかに題材としっかり結び付き、極めて情緒溢れる演奏を生み出している」「このバンドのことを知る上で良い出発点である」と評している。また、Brenda Herrmannは1991年12月5日付の『シカゴ・トリビューン』紙において「Excellent」に相当する4点を付け「ドラッグの売人から堕ちたギター・ゴッドとなるD.T.ジーザスの物語は、精巧なものとは言えないが、クリス&ジョン・オリヴァによるギターとボーカルは、あらゆる感情を内包している」と評した。

## 2013年再発盤
2013年にearMUSICから発売された再発CDは「Narrated Version」と呼ばれ、曲間のナレーション及びアウトテイクの「Larry Elbows」が追加収録された。更に、9曲のミュージック・ビデオと6曲のオーディオ・トラックを収録したボーナスDVDも付属している。

## 収録曲
全曲ともジョン・オリヴァ、クリス・オリヴァ、ポール・オニールの共作。ただし、「ヒール・マイ・ソウル」のメロディはウェールズの民謡「Suo Gân」を元にしている。
1. ストリーツ - "Streets" - 6:51
2. ジーザス・セイヴズ - "Jesus Saves" - 5:13
3. トゥナイト・ヒー・グラインズ・アゲイン／ストレンジ・リアリティ - "Tonight He Grins Again / Strange Reality" - 8:28
4. ア・リトル・トゥー・ファー - "A Little Too Far" - 3:26
5. ユア・アライヴ／サミー・アンド・テックス - "You're Alive / Sammy and Tex" - 5:00
6. セント・パトリックス - "St. Patrick's" - 4:18
7. キャン・ユー・ヒア・ミー・ナウ - "Can You Hear Me Now" - 5:11
8. ニューヨーク・シティ・ドント・ミーン・ナッシング - "New York City Don't Mean Nothing" - 4:02
9. ゴースト・イン・ザ・ルーインズ - "Ghost in the Ruins" - 5:33
10. イフ・アイ・ゴー・アウェイ - "If I Go Away" - 5:17
11. アゴニー・アンド・エクスタシー／ヒール・マイ・ソウル - "Agony and Ecstasy / Heal My Soul" - 6:10
12. サムホエア・イン・タイム／ビリーヴ - "Somewhere in Time / Believe" - 9:00

## 参加ミュージシャン
- ジョン・オリヴァ - ボーカル、ピアノ、ドラムス
- クリス・オリヴァ - ギター、ベース
- ジョニー・リー・ミドルトン - ベース
- スティーヴ・ワコルズ - ドラムス

アディショナル・ミュージシャン
- ボブ・キンケル - キーボード、指揮
- Abi Reid - バッキング・ボーカル
- Mozart's Magic Flute - チルドレン・クワイア